# Zygina sohii
Zygina sohii är en insektsart som först beskrevs av M. Firoz Ahmed 1985.  Zygina sohii ingår i släktet Zygina och familjen dvärgstritar. Inga underarter finns listade i Catalogue of Life.